# قلعه احمدبیک
قلعه احمدبیک (ساوه)، روستایی از توابع بخش نوبران شهرستان ساوه در استان مرکزی ایران است.
این روستا درخت های سیصد ساله ای را داراست  ولی از قدمت این روستا اطلاعات دقیقی نیست (گفته می‌شود قبیله آقا علی بیگ در زمان رضا شاه به این منطقه تبعید شدند که یکی از سه قبیله موجود در شیراز بودند که پس از به قدرت رسیدن رضا شاه، از شیراز تبعید شدند تا مانع اتحاد این سه قبیله شوند)
احتمالی وجود دارد که موسس این روستا شخصی به اسم احمدبیگ بوده
بیشتر مزارع این روستا شامل درخت گرو و بادام میباشد ولی میوه هایی همچون سیب  البالو گیلاس انگور هم کشت میشود
از سوغات این منطقه به باسلوق(گردو با روکش شیره) اگیردک و کوکه(کلوچه محلی) میتوان نام برد

## جمعیت
این روستا در دهستان بیات قرار دارد و براساس سرشماری مرکز آمار ایران در سال ۱۳۸۵، جمعیت آن ۸۱ نفر (۳۹ خانوار) بوده‌است.

## نگارخانه

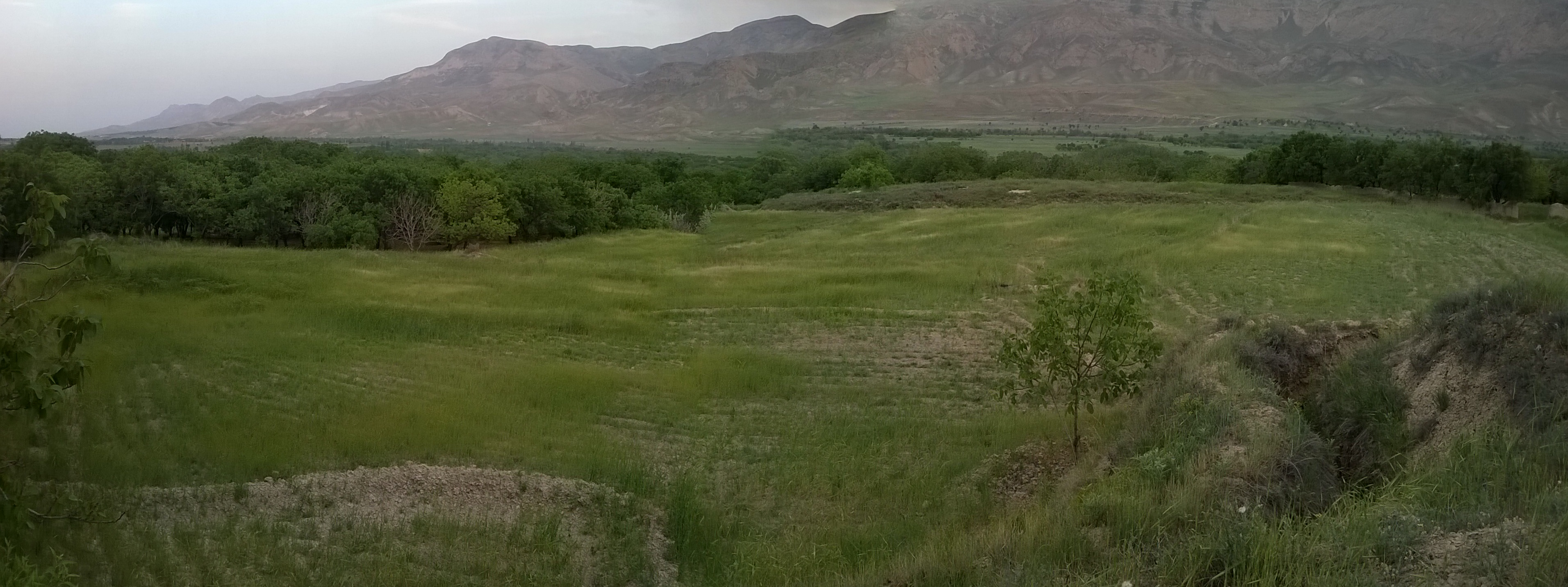
طبیعت روستای احمدبیگ بهار ۹۳
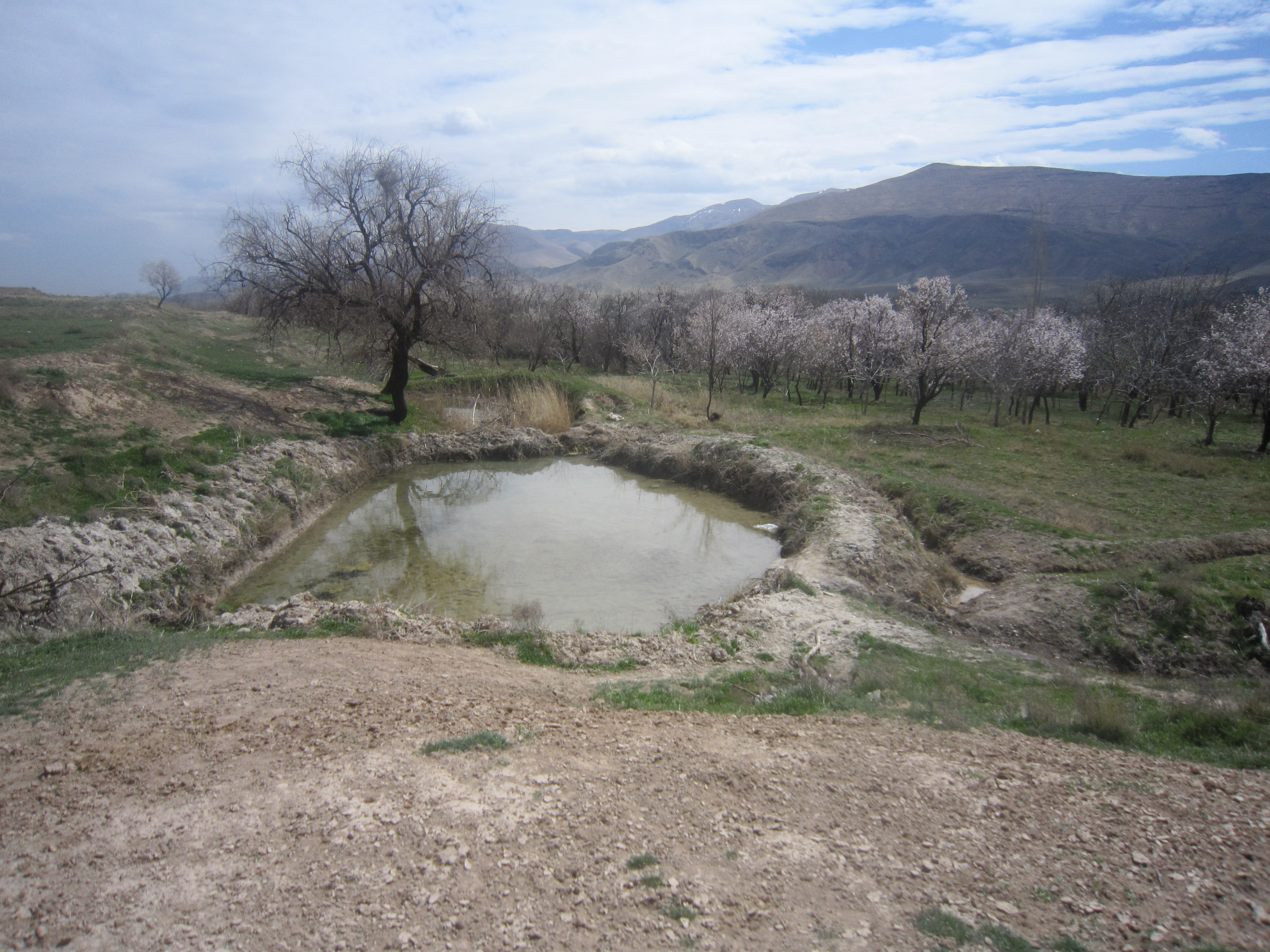
طبیعت روستای احمد بیگ بهار ۹۲